# إيرين ماكغرو
إيرين ماكغرو (بالإنجليزية: Erin McGraw)‏ (1957، ريدوندو بيتش في الولايات المتحدة)؛ روائية أمريكية.